# Synothele boongaree
Synothele boongaree är en spindelart som beskrevs av Raven 1994. Synothele boongaree ingår i släktet Synothele och familjen Barychelidae.
Artens utbredningsområde är Western Australia. Inga underarter finns listade i Catalogue of Life.